# H.A.W. Haugsted
Hans Andreas Wilhelm Haugsted (født 7. januar 1832 i Odense, død 22. november 1912 i Odense) var en dansk arkitekt, der primært har virket på Fyn.
Haugsted var søn af snedkermester Jørgen Haugsted og Karen Nicoline f. Nielsen. Han var i lære hos sin fader, blev snedkersvend og gik på Kunstakademiet i København 1848-1851. 
Han drev selvstændig virksomhed som bygmester i Odense fra 1854 og blev senere også teglværksejer. Han var medlem af Odense byråd 1873-1906.
Haugsted giftede sig 30. maj 1855 i Nørre Tranders med Clara Helene Thomine Øhlenschlæger (29. september 1832 i Odense – 5. juni 1916 sammesteds), datter af bagermester Mathias Casper Øhlenschlæger og Ane Dorthe Halle. Han er begravet i Odense.

## Værker
- Frederik VII's Stiftelse, Odense (1862)
- Ombygning og delvis nybygning af Holstenshuus (1863-68, atter ombygget af Jens Vilhelm Petersen 1909-10 efter brand)
- Ombygning og udvidelse af Ravnholt (1864-71)
- Skovkapellet ved Langesø (1870)
- Ombygning af Arreskov (1872-73)
- Fyns Stifts patriotiske Selskabs Stiftelse, Odense (1873)
- Åndssvageanstalt ved Brejning (1874-75)
- Odense Sydbanegård (1876)
- Fruens Bøge Station (1876)
- Desuden stationerne i Ringe, Kværndrup og Fruens Bøge (1876, sidstnævnte fredet)
- Ombygning af Nakkebølle (1870'erne)
- Sct. Knuds Gymnasium, Odense (1880, senere stærkt udvidet)
- Restaurering og ombygning af Herrested Kirke (1880)
- Paddesø Kirke (1881)
- Bernsdorffsminde (Brahetrolleborg) (1883, ændret i 1980'erne)
- Stige Kirke (1886)
- Nislevgård (1895)
- Sanderumvej 113 (i begyndelsen af 1880erne)

### Tilskrivninger
- De øvrige landstationer på Svendborgbanen: Hjallese Station, Højby Station, Pederstrup Station, Rudme Station og Stenstrup Station (1876, nedrevet 2004)